# 贺江波
贺江波（1954年11月—），湖南双峰人。男，汉族。加入中国共产党。中央党校政治法律专业毕业。中国人民解放军少将军衔。
曾任总参政治部副主任、总参军训和兵种部政委。2011年12月，总参军训和兵种部改编成立总参军训部，贺江波任总参军训部政委。随后，杨传松少将在2014年3月之前，接替贺江波担任总参军训部政委。2016年，贺江波任中共中央军委巡视组巡视专员。
2013年，当选第十二届全国人民代表大会解放军代表。